# Chrysobothris sterbai
Chrysobothris sterbai es una especie de escarabajo del género Chrysobothris, familia Buprestidae. Fue descrita científicamente por Obenberger en 1932.